# Cássio Vargas Barbosa
Cássio Vargas Barbosa, noto semplicemente come Cássio (Porto Alegre, 25 novembre 1983), è un ex calciatore brasiliano, di ruolo attaccante.

## Palmarès

### Club

#### Competizioni statali
- Campionato Alagoano: 1

Corinthians Alagoano: 2004